# Fajac de la Relenca
Fajac de la Relenca (en francès Fajac-la-Relenque) és un municipi de França de la regió d'Occitània, al departament de l'Aude. L'1 de gener del 2022 tenia 51 habitants.